# Djedeida (délégation)
Djedeida est une délégation tunisienne dépendant du gouvernorat de la Manouba.
| Hommes | Classe d’âge | Femmes |
| ------ | ------------ | ------ |
| 816    | 75 ou +      | 979    |
| 3 230  | 60-74 ans    | 3 257  |
| 5 282  | 45-59 ans    | 5 146  |
| 5 771  | 30-44 ans    | 5 843  |
| 5 375  | 15-29 ans    | 5 215  |
| 6 092  | 0-14 ans     | 5 707  |